# 清华大学核能与新能源技术研究院
清华大学核能与新能源技术研究院（清华大学核能技术设计研究院），简称核研院、INET，俗称“200号”，是清华大学下属的最大研究实体。

## 历史

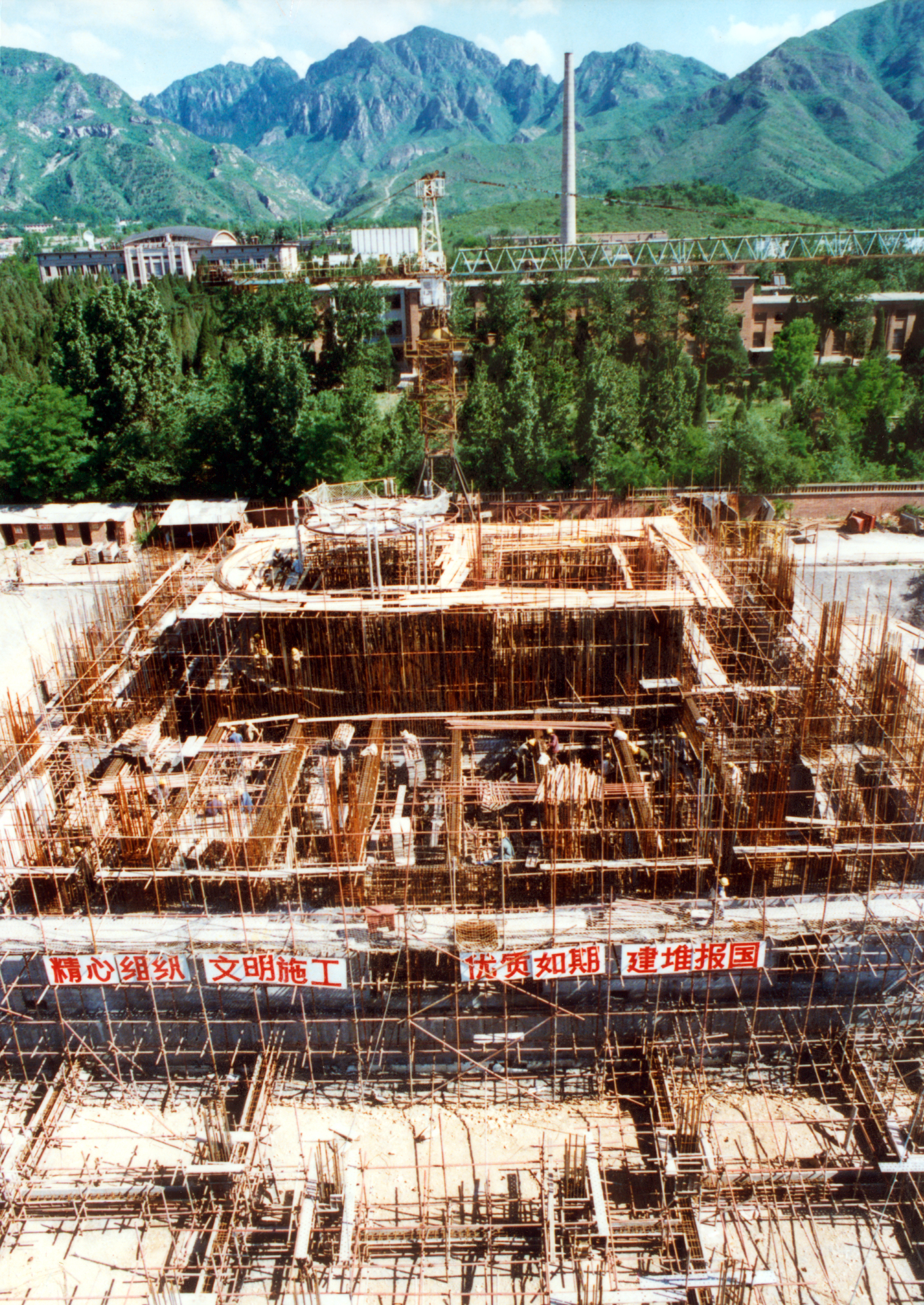
HTR-10高温气冷堆建設時工地

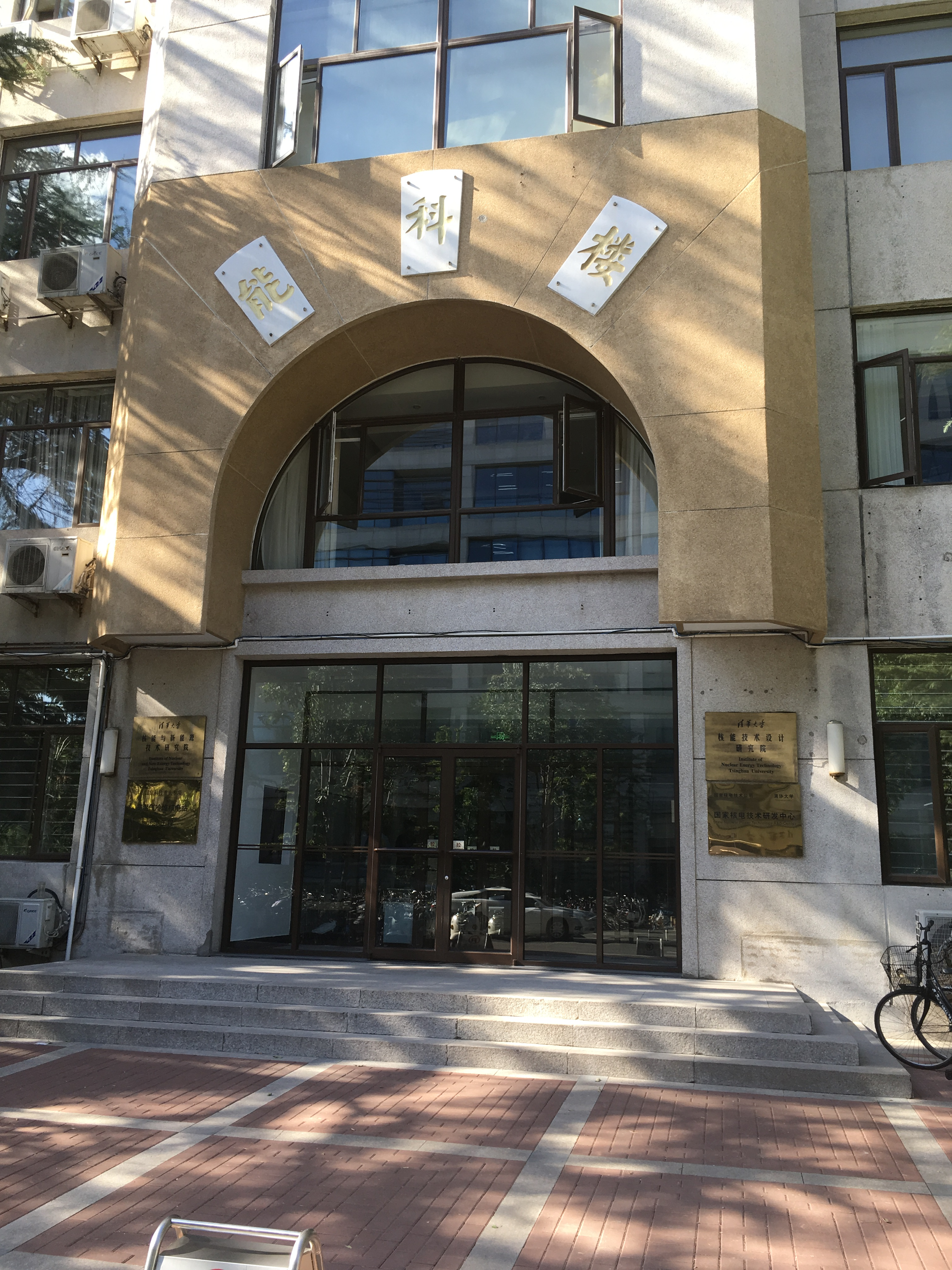
核研院實驗樓能科樓

- 1958年，清华校长蒋南翔等人着手筹建原子能基地，初期取址后八家。
- 1958年，工程物理系开始设计游泳池式屏蔽试验反应堆。
- 1960年1月，清华大学原子能基地成立，地址位于虎峪村以南地区。
- 1960年3月5日，屏蔽试验反应堆开工，项目在校内基建编号为“200#”，因此至今核研院俗称“200号”。
- 1962年，更名清华大学试验化工厂（简称试化厂）。
- 1964年9月，经过三年大饥荒，清华师生建成屏蔽试验反应堆并一次成功实现临界启动。同时建成零功率反应堆。
- 1965年，热化学实验室建成。
- 文化大革命期间，科研工作受到严重破坏，吕应中在狱中提出研究钍增殖堆核电站方案，由周恩来总理批准，开始研究。
- 1979年3月，更名核能技术研究所（简称核能所）。
- 1990年11月10日，更名核能技术设计研究院（简称核研院）。
- 1981年~1989年，核研院提出并建立、成功临界启动了5兆瓦低温核供热堆（NHR-5），为世界上第一座投入运行的“一体化自然循环壳式供热堆”。
- 1995年8月，批准兴建200兆瓦低温核供热堆工业示范堆。
- 1992年~2003年，中国第一座10兆瓦高温气冷实验堆（HTR-10）批准、兴建、临界、满功率并网发电。
- 2003年9月，更名为核能与新能源技术研究院（简称核研院），保留核能技术设计研究院资质。

## 研究内容
- 10MW高温气冷实验堆（HTR-10）
- 游泳池式屏蔽试验反应堆
- 5MW低温核供热反应堆（NHR-5）
- 高放废液分离
- 钴60集装箱检测系统